# Jack Parkinson (Fußballspieler, 1883)
John „Jack“ Parkinson (* 21. September 1883 in Bootle; † 13. September 1942 in Liverpool) war ein englischer Fußballspieler. Der Stürmer war Teil der Mannschaft des FC Liverpool, die 1906 die zweite englische Meisterschaft in der Vereinsgeschichte gewann. Zudem war er Torschützenkönig in der höchsten englischen Spielklasse in der Saison 1909/10.

## Sportlicher Werdegang
Im Alter von 15 Jahren sammelte Parkinson bei Hertford Albion in der heimischen Bootle and District League erste Erfahrungen im organisierten Fußball. Nach zwei Jahren als Mittelstürmer schloss er sich im Liverpooler Süden einem Klub mit dem Namen Valkyrie an und dort agierte er knapp zwei Jahre zumeist als rechter Halbstürmer. Er wurde zu dieser Zeit zweimal in die Auswahlmannschaft der Grafschaft Lancashire für das Duell gegen Cheshire berufen und bei seinem zweiten Auftritt im Anfield-Stadion fiel er den Offiziellen des FC Liverpool auf.
Parkison unterzeichnete zu Beginn der Saison 1901/02 einen ersten Amateurvertrag bei den „Reds“. In seinem ersten Jahr lief er zunächst für die Reserveauswahl auf und fokussierte sich als Amateur noch auf sein Hobby als Läufer. Im Verlauf der turbulenten Spielzeit 1903/04 etablierte er sich in der Profimannschaft. Nachdem Liverpool zu Beginn lange Zeit ohne Sieg geblieben war, debütierte Parkinson am 3. Oktober 1903 auswärts gegen Small Heath in der Sturmmitte. Die Partie wurde mit 2:1 gewonnen und Parkinson steuerte einen Treffer bei. Dennoch blieben die Leistungen der Mannschaft nicht zufriedenstellend und endeten mit dem Abstieg in die zweite Liga, wobei Parkinson nach dem Jahreswechsel und der Rückkehr von Sam Raybould zumeist als Halbstürmer agiert hatte. In der folgenden Saison 1904/05 trug er maßgeblich mit 20 Toren in 21 Ligaspielen dazu bei, dass Liverpool die direkte Rückkehr ins englische Oberhaus gelang. Unglücklicherweise brach er sich im Eröffnungsspiel der Saison 1905/06 sein Handgelenk. Er kehrte zwar erst im März 1906 zurück, war dann aber mit sieben Toren ein wesentlicher Faktor auf dem Weg zur Meisterschaft. Parkinsons Laufbahn blieb geprägt durch Verletzungsprobleme, aber seine Torquote war – mit Ausnahme der Spielzeit 1908/09 mit nur vier Treffern aus 18 Pflichtpartien – stets hoch. Seinen sportlichen Zeit erreichte er in der Spielzeit 1909/10, die er mit elf Toren in den ersten sieben Spielen begann (darunter innerhalb von 3 Wochen ein Hattrick gegen Nottingham Forest (4:1), ein Tor zum 3:2-Derbysieg gegen den FC Everton und ein „Doppelpack“ gegen Manchester United (3:2)). Gerühmt wurde vor allem seine Spielintelligenz, mit der er die Flügelspieler in Szene setzte und seine eigene Abschlussstärke, wobei er mehr auf wohlplatzierte und weniger auf besonders harte Schüsse setzte. Zum Ende wurde er Torschützenkönig der abgelaufenen Spielzeit und mit diesen Leistungen erhielt er die „Belohnung“ mit zwei Länderspielen am 14. März 1910 gegen Wales (2:0) und am 2. April 1910 gegen Schottland (0:2). Nach insgesamt 43 weiteren Erstligatoren in den folgenden drei Jahren verlor er in der Saison 1913/14 seinen Platz in der Mannschaft und so wechselte er im August 1914 noch einmal für kurze Zeit zum Zweitligisten FC Bury.
Nach dem Ende seiner Fußballerkarriere blieb Parkinson weiterhin wohnhaft in Liverpool und betrieb einen Kiosk in der Commutation Row. Er verstarb im September 1942, gut eine Woche vor seinem 59. Geburtstag.

## Titel/Auszeichnungen
- Torschützenkönig der First Division (1): 1910